# SMS Meteor (1903)
Pour les autres navires du même nom, voir SMS Meteor.
Le SMS Meteor est un croiseur auxiliaire de la Kaiserliche Marine.

## Histoire
Le Meteor est à l'origine le Vienna, un paquebot britannique. Lorsque la Première Guerre mondiale éclate en 1914, le paquebot se trouve dans les eaux territoriales allemandes et est confisqué par les autorités allemandes. En raison de sa conception britannique, qui permet une opération camouflée en haute mer, il est converti en mouilleur de mines début 1915 au Kaiserliche Werft à Wilhelmshaven.
Le 6 mai 1915, le Meteor est mis en service sous les ordres du capitaine de corvette Wolfram von Knorr. Knorr, petit-fils de l'amiral Eduard von Knorr, nomma le mouilleur de mines d'après la canonnière Meteor, que son père a menée dans la bataille navale le 9 novembre 1870 au large de La Havane contre l'aviso français Bouvet. Comme mouilleur de mines ou croiseur auxiliaire, le Meteor est armé de deux canons à tir rapide de 8,8 cm et de deux canons revolver de 3,7 cm ainsi que de 374 mines lors du premier voyage.
Le 29 mai 1915, le Meteor quitte Wilhelmshaven et va dans la mer Blanche pour poser des mines sur la route maritime vers Arkhangelsk. Lors de la sortie, il collabore avec le sous-marin U-19, qui fait la reconnaissance. Le 8 juin 1915, il pose une barrière de mines qui couleront quatre navires britanniques. Lors du retour, il se bat. Le cargo suédois Thorsten, qui transporte 129 sacs postaux russes en tant que marchandises interdites, est amené en Allemagne. Le 17 juin 1915, il arrive à Kiel.
Pour une autre mission, le Meteor est également équipé d'un canon à chargement rapide de 15 cm et de deux tubes lance-torpilles de 45 cm. L'objectif est de poser une barrière de mines au large du Moray Firth, où sont les principaux cours de navires de guerre britanniques. Il collabore avec le sous-marin U-17. Dans la nuit du 8 août 1915, il pose quatre blocs de mines. Lors du retour, il se bat avec le croiseur auxiliaire britannique HMS Ramsey, que le Meteor coule avec une torpille. Face au croiseur auxiliaire britannique, le Meteor s'est fait passer pour le paquebot russe Imperator Nikolai II. Huit officiers et 90 hommes du Ramsay sont secourus. Il intercepte également le cargo danois Jason chargé du bois de mine et des traverses de chemin de fer pour la Grande-Bretagne, l'équipage est fait prisonnier et le navire brûlé.
En raison des découvertes de mines et de la bataille avec le Ramsay, le Meteor est recherché par les unités navales britanniques. Le 9 août, le navire allemand est découvert par cinq unités britanniques. Von Knorr ordonne le sabordage. L'équipage et des membres de l'équipage sauvé du Ramsay montent à bord d'un chalutier suédois. Lors du voyage vers le sud, von Knorr fait transférer les hommes sur un chalutier de pêche norvégien, qui est relâché. Le chalutier suédois est remorqué par l’U-28 et amené à List auf Sylt.